# Милевичский сельсовет
Милевичский сельсовет — административная единица на территории Житковичского района Гомельской области Республики Беларусь. Административный центр — деревня Милевичи.

## Состав
Милевичский сельсовет включает 7 населённых пунктов:
- Березняки — деревня
- Грабово — деревня
- Залютичи — деревня
- Иовичи — деревня
- Милевичи — деревня
- Новые Залютичи — деревня
- Новые Милевичи — деревня